# Caso Thornburgh v. American College of Obstetricians & Gynecologists
Thornburgh v. American College of Obstetricians and Gynecologists (1986), foi um caso da Suprema Corte dos Estados Unidos envolvendo uma contestação da Lei de Controle de Aborto da Pensilvânia de 1982.